# Ishkhanasar
Pour l’article homonyme, voir Mets Ishkhanasar.
Ishkhanasar (en arménien Իշխանասար ; jusqu'en 2001 Ghzljugh) est une communauté rurale du marz de Syunik en Arménie. En 2011, elle compte 264 habitants.

## Géographie

### Situation
Ishkhanasar est située à 8 km de Sisian et à 101 km de Kapan, la capitale régionale.

### Topographie
L'altitude moyenne d'Ishkhanasar est de 1 900 m ; la communauté est située au pied du Mets Ishkhanasar.

### Territoire
La communauté couvre 3 653 hectares, dont :
- 3 591 ha de terrains agricoles ;
- 7 ha de terrains industriels ;
- 3 ha alloués aux infrastructures énergétiques, de transport, de communication, etc. ;
- 7 ha d'aires protégées ;
- 5 ha d'eau[4].

## Politique
Le maire (ou plus correctement le chef de la communauté) d'Ishkhanasar est depuis 2012 Ararat Petrosyan.
| Début | Fin      | Nom              | Parti                       |
| ----- | -------- | ---------------- | --------------------------- |
| 2005  | 2008     | Marat Petrosyan  | Parti républicain d'Arménie |
| 2008  | 2012     | Marat Petrosyan  | Parti républicain d'Arménie |
| 2012  | En cours | Ararat Petrosyan | Sans étiquette              |

## Économie
L'économie de la communauté repose principalement sur l'agriculture.

## Démographie
| 2001 | 2008 | 2011 |
| ---- | ---- | ---- |
| 147  | 253  | 264  |